# 假奓包叶
假奓包叶（学名：Discocleidion rufescens）为大戟科假奓包叶属下的一个种。

## 扩展阅读
- 維基物種上的相關：假奓包叶